# Cross Lake, South Algonquin
Cross Lake är en sjö i Kanada.   Den ligger i Nipissing District och provinsen Ontario, i den sydöstra delen av landet, 180 km väster om huvudstaden Ottawa. Cross Lake ligger 437 meter över havet. Arean är 2,0 kvadratkilometer. Den sträcker sig 3,0 kilometer i nord-sydlig riktning, och 2,2 kilometer i öst-västlig riktning.
I omgivningarna runt Cross Lake växer i huvudsak blandskog. Trakten runt Cross Lake är nära nog obefolkad, med mindre än två invånare per kvadratkilometer.